# Diplotaxis glauca
Espèce
Statut de conservation UICN

 CR D : 
En danger critique
Diplotaxis glauca est une espèce de plantes à fleurs de la famille des Brassicaceae. C'est une espèce endémique du Cap-Vert que l'on ne trouve que sur l'île de Sal.
Localement cette espèce est connue sous le nom de « mostarda-brabo », qui peut aussi désigner Diplotaxis gracilis.